# Yang Chuan-kwang

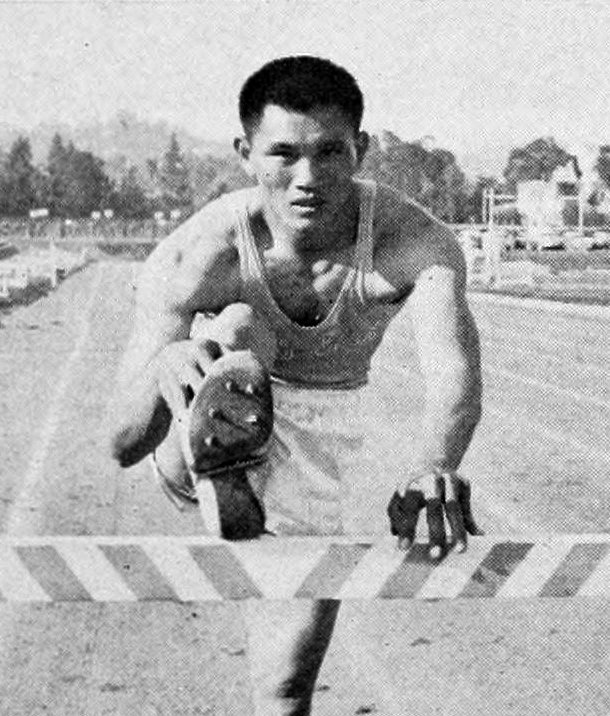
Yang Chuan-Kwang (1960)

Yang Chuan-kwang (* 10. Juli 1933 in Taitung auf Taiwan; † 28. Januar 2007 in Los Angeles) war ein taiwanischer Leichtathlet, der von 1954 bis 1964 als Zehnkämpfer erfolgreich war. Er nahm an drei Olympischen Spielen teil und gewann eine Silbermedaille.
Der Sohn eines Bauern war Stipendiat in den USA an der University of California, Los Angeles (UCLA). Sein Freund und Trainingspartner war Rafer Johnson. Er war 1,85 m groß und hatte ein Wettkampfgewicht von 82 kg.

## Karriere
Seinen ersten Erfolg konnte er im Jahr 1954 verbuchen, als er mit 5454 Punkten Asienmeister wurde. Im Hochsprung meisterte er beachtliche 2,02 m.
Bei seinem ersten Olympiaauftritt bei den XVI. Olympischen Sommerspielen 1956 in Melbourne überquerte er mit dem Stab 3,30 m und landete mit einer Gesamtpunktzahl von 6521 auf Platz 8. Im Jahr 1958 wurde er mit 7625 Punkten Zweiter der US-Meisterschaften und ein Jahr später mit 7835 Punkten sogar Sieger, allerdings in Abwesenheit von Rafer Johnson.
Am 9. Juli 1960 erzielte er mit 8426 Punkten seine persönliche Bestleistung. Seinen Ausrutscher im Hochsprung, wo er nur 1,67 m schaffte, konnte er durch vorzügliche 7,75 m im Weitsprung ausgleichen. Seine Punktzahl hätte Weltrekord bedeutet, wenn nicht am selben Tag Rafer Johnson mit 8683 Punkten noch besser gewesen wäre. So wartete man mit Spannung auf das Duell der beiden Weltklasseathleten bei den XVII. Olympischen Sommerspielen 1960 in Rom. Die äußeren Bedingungen waren ungünstig: 32 °C, hohe Luftfeuchtigkeit und der Scirocco ließen keine Spitzenleistungen zu, zumal der 400-Meter-Lauf nach einer längeren Unterbrechung der Wettkämpfe wegen Gewitters erst um 22.30 Uhr stattfinden konnte. Nach neun Übungen lag Yang 76 Punkte hinter Johnson. Er hätte, um an ihm vorbeizuziehen, im abschließenden 1500-Meter-Lauf zehn Sekunden schneller sein müssen. Er konnte jedoch nur 18 Punkte aufholen und wurde knapp geschlagen Zweiter. Beide waren zudem Studenten an der UCLA und wurden beide vom dortigen Trainer Elvin C. Drake betreut.
Drei Jahre später, am 28. April 1963 in Walnut, schlug dann seine große Stunde: Yang stellte mit 9121 Punkten – im Stabhochsprung hatte er 4,84 m erzielt – einen neuen Weltrekord auf. Auf dieses Hoch folgte jedoch ein tiefer Sturz: Nach der 1964 eingeführten neuen Wertung war Yangs Leistung plötzlich nur noch 8089 Punkte wert. Fortan hatte Yang keine Möglichkeit mehr, seine Wurfschwäche durch seine Stärke in den Sprungdisziplinen auszugleichen. So konnte er bei den XVIII. Olympischen Sommerspielen 1964 in Tokio nicht mehr auftrumpfen und lag am Ende als Fünfter mehr als 100 Punkte hinter dem Gewinner der Bronzemedaille zurück.
Nach dem Ende seiner Karriere arbeitete er als Trainer und machte als Schauspieler unter dem Namen C.K. Yang insgesamt vier Filmauftritte, darunter als stummer Gefangener in dem Western Zwei dreckige Halunken (1970) neben Kirk Douglas und Henry Fonda. Später trat er zum Christentum über und wurde Priester.

## Leistungen
- Olympische Spiele 1956 in Melbourne: Achter mit 6521 Punkten (Punktzahl des Siegers Milt Campbell: 7937)
- Olympische Spiele 1960 in Rom: Silber mit 8334 Punkten hinter Rafer Johnson mit 8392 Punkten und vor Wassili Kusnezow mit 7809 Punkten
- Olympische Spiele 1964 in Tokio: Fünfter mit 7650 Punkten (Punktzahl des Siegers Willi Holdorf: 7887)
- Gewinn der AAU-Meisterschaft 1959 (7549 Pkt.), 1962 (8249 Pkt.) und 1964 (8641 Pkt.)
- Sieger bei den Asienspielen 1954 (5454 Pkt.) und 1958 (7101 Pkt.)
- Weltrekord mit 9121 Punkten am 28. April 1963 in Walnut